# Марія Клеменса Сташевська
Марія Клеменса Сташевська (пол. Maria Klemensa Staszewska), 1890–1943) — блаженна Римо-католицької церкви, черниця. Входить в число 108 блаженних польських мучеників, беатифікованих папою Іваном Павлом II під час його відвідин Варшави 13 червня 1999 року.

## Біографія
Народилася у 1890 році в Злочеві. Її батьки були Чарльз і Мері Казінскіс. У неї було 12 братів і сестер.
У 1921 році вступила в жіночу чернечу конгрегацію «Сестри — урсуланки Римської Унії» в Кракові, прийнявши чернече ім'я Марія Клеменса. Жила в монастирях в Закопане, Станиславові, Ченстохові, Гдині.
Під час Другої світової війни допомагала бідним, пораненим, переховувала євреїв від переслідувань. 26 січня 1943 року була заарештована гестапо і депортована в концтабір Аушвіц. Її реєстраційний номер в таборі — 38102. Страчена 27 липня того ж року.

## Пам'ять
13 червня 1999 року була беатифікована папою Іваном Павлом II разом з іншими польськими мучениками Другої світової війни.
День пам'яті — 12 червня.